# Télescope Dall-Kirkham modifié

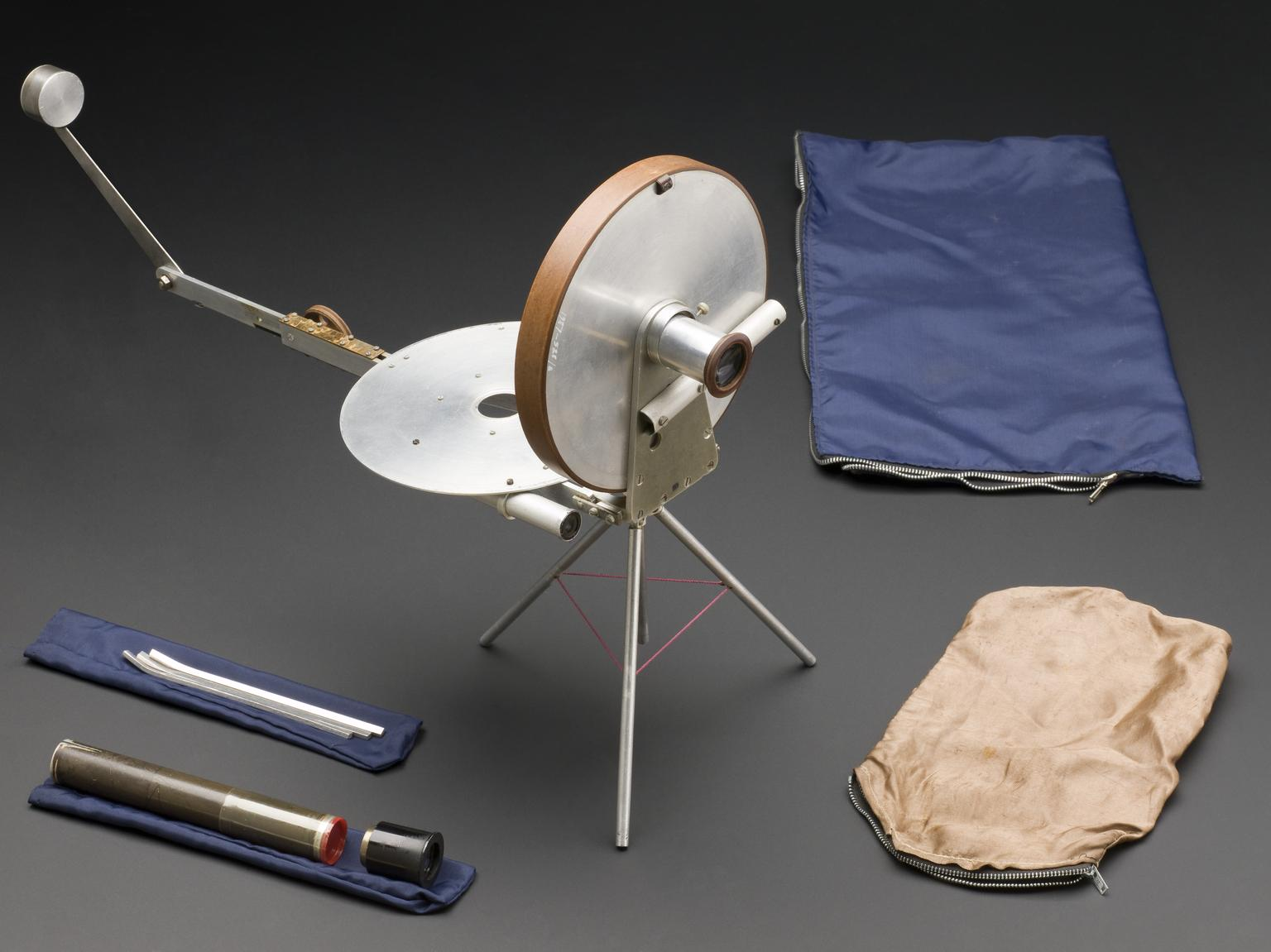
Télescope de Dall-Kirkham, construit par Horace Edward Dall

Le télescope Dall-Kirkham modifié utilise un miroir primaire elliptique et un miroir secondaire sphérique comme dans la configuration Dall-Kirkham conventionnelle, mais comprend également un groupe de lentilles (généralement deux ou trois lentilles élémentaires) devant le plan focal pour améliorer la qualité de l’image hors axe. La constante conique du miroir primaire est légèrement différente de celle d'un Dall-Kirkham conventionnel et doit être optimisée avec les lentilles lors de la conception. Le champ utilisable est bien meilleur que celui du télescope Ritchey-Chrétien sans correcteur, et sur un domaine spectral très large, typiquement de 380 à 950 nanomètres (bords de l'UV-A et du proche infrarouge) si le correcteur est en quartz (avec un correcteur, le système Ritchey-Chrétien a également un champ meilleur et plus grand).
Un tel télescope a été conçu par Rosin et Wynne après la Seconde Guerre mondiale. Les performances sont égales ou supérieures à celles du télescope Ritchey-Chrétien. Le secondaire sphérique peut être testé en franges contre une surface concave sphérique ou testé par derrière. Il s'agit là d'un avantage marqué par rapport à la variante hyperbolique de la conception Ritchey-Chrétien.
Un autre avantage de la conception de base de Dall-Kirkham ou de la conception de Dall-Kirkham modifiée est que la collimation du miroir secondaire sphérique convexe par rapport à l'axe optique du miroir primaire est presque triviale, car il n'y a pas d'axe unique défini pour une sphère. Toute ligne passant par le centre de la sphère peut être un axe.